# Матвеиха (Киевская область)
Матве́иха (укр. Матвіїха) — село, входит в Володарский район Киевской области Украины.
Население по переписи 2001 года составляло 522 человек. Почтовый индекс — 09352. Телефонный код — .

## Местный совет
09352, Київська обл., Володарський р-н, с.Матвіїха, вул.Кооперативна,36  (укр.)